# Collorec
Collorec település Franciaországban, Finistère megyében. Lakosainak száma 592 fő (2022. január 1.). Collorec Landeleau, Plonévez-du-Faou és Plouyé községekkel határos.

## Népesség
A település népességének változása:
| Lakosok száma | 1038 | 778  | 692  | 648  | 647  | 624  | 611  | 608  | 603  | 592  |
|               | 1968 | 1982 | 1990 | 2006 | 2013 | 2015 | 2017 | 2019 | 2020 | 2022 |